# Lucas Makowsky
Lucas Makowsky (* 30. Mai 1987 in Regina) ist ein ehemaliger kanadischer Eisschnellläufer.

## Werdegang
Makowsky trat international erstmals bei den Juniorenweltmeisterschaften 2006 in Erfurt in Erscheinung. Dort wurde er Achter im Mehrkampf und gewann in der Teamverfolgung die Bronzemedaille. Im folgenden Jahr nahm er in Turin erstmals am Eisschnelllauf-Weltcup teil, wobei er in der B-Gruppe den dritten Platz über 5000 m errang. In der Saison 2007/08 kam er bei der Mehrkampfweltmeisterschaft 2008 in Berlin auf den 13. Platz und holte in der folgenden Saison in Berlin sowie in Erfurt in der Teamverfolgung seine einzigen Weltcupsiege und nahm bei den Einzelstreckenweltmeisterschaften 2009 in Richmond an vier Läufen teil. Seine besten Platzierungen dort waren der zehnte Platz über 5000 m und der sechste Rang in der Teamverfolgung. Nach Platz zwei über 1500 m in Hamar zu Beginn der Saison 2009/10, kam er über 1500 m viermal unter die ersten zehn und erreichte damit den siebten Platz in der Weltcupwertung über 1500 m. Zudem errang er in Calgary und in Heerenveen jeweils den zweiten Platz und in Salt Lake City den dritten Platz in der Teamverfolgung. Beim Saisonhöhepunkt, den Olympischen Winterspielen 2010 in Vancouver, wurde er Olympiasieger in der Teamverfolgung und lief auf den 19. Platz über 1500 m sowie auf den 13. Rang über 5000 m. Außerdem wurde er Neunter bei der Mehrkampfweltmeisterschaft 2010 in Heerenveen.
In der Saison 2010/11 kam Makowsky in Hamar mit dem zweiten Platz in der Teamverfolgung letztmals im Weltcup aufs Podest und gewann bei den Einzelstreckenweltmeisterschaften 2011 in Inzell die Bronzemedaille über 1500 m sowie die Silbermedaille in der Teamverfolgung. Bei der Mehrkampfweltmeisterschaft 2011 in Calgary errang er den 12. Platz. In den folgenden Jahren lief er bei den Einzelstreckenweltmeisterschaften 2012 in Heerenveen auf den 19. Platz über 1500 m sowie auf den vierten Rang in der Teamverfolgung und bei den Einzelstreckenweltmeisterschaften 2013 in Sotschi auf den 19. Platz über 1500 m sowie auf den siebten Rang in der Teamverfolgung. In der Saison 2013/14 absolvierte er in Berlin seinen letzten Weltcup, welchen er in der B-Gruppe auf dem 20. Platz über 5000 m beendete und belegte bei den Olympischen Winterspielen 2014 in Sotschi den 28. Platz über 1500 m sowie den vierten Rang in der Teamverfolgung.
Makowsky wurde viermal kanadischer Meister über 5000 m (2008, 2009, 2011, 2013), zweimal über 10000 m (2007, 2008) und einmal über 1500 m (2010).

## Erfolge

### Olympische Spiele
- 2010 Vancouver: 1. Platz Teamverfolgung, 13. Platz 5000 m, 19. Platz 1500 m
- 2014 Sotschi: 4. Platz Teamverfolgung, 28. Platz 1500 m

### Einzelstrecken-Weltmeisterschaften
- 2009 Richmond: 6. Platz Teamverfolgung, 10. Platz 5000 m, 11. Platz 10000 m, 13. Platz 1500 m
- 2011 Inzell: 2. Platz Teamverfolgung, 3. Platz 1500 m, 21. Platz 5000 m
- 2012 Heerenveen: 4. Platz Teamverfolgung, 19. Platz 1500 m
- 2013 Sotschi: 7. Platz Teamverfolgung, 19. Platz 1500 m

### Mehrkampf-Weltmeisterschaften
- 2008 Berlin: 13. Platz Mehrkampf
- 2010 Heerenveen: 9. Platz Mehrkampf
- 2011 Calgary: 12. Platz Mehrkampf

### Weltcupsiege im Team
| Nr. | Datum            | Ort    | Disziplin        |
| --- | ---------------- | ------ | ---------------- |
| 1.  | 9. November 2008 | Berlin | Teamverfolgung 1 |
| 2.  | 1. Februar 2009  | Erfurt | Teamverfolgung 2 |

## Persönliche Bestzeiten
| Disziplin | Zeit         | Datum             | Ort            |
| --------- | ------------ | ----------------- | -------------- |
| 500 m     | 35,76 s      | 12. Februar 2011  | Calgary        |
| 1000 m    | 1:08,96 min  | 19. März 2011     | Calgary        |
| 1500 m    | 1:43,53 min  | 11. Dezember 2009 | Salt Lake City |
| 3000 m    | 3:43,87 min  | 30. Dezember 2010 | Calgary        |
| 5000 m    | 6:24,57 min  | 28. Dezember 2009 | Calgary        |
| 10000 m   | 13:21,93 min | 12. März 2008     | Calgary        |